# 戦略的創造研究推進事業
戦略的創造研究推進事業（せんりゃくてきそうぞうけんきゅうすいしんじぎょう、英：JST Basic Research program）とは独立行政法人科学技術振興機構によって実施されている競争的資金の一つ。科学技術によるイノベーションの創出につながる社会・産業ニーズに対応した新技術を創出することを目的として、戦略重点科学技術に重点化した分野における課題解決型基礎研究を推進している。

## 概要
日本学術振興会が実施している競争的資金のひとつ科学研究費補助金が研究者個人の提案を尊重するボトムアップ型であるのに対し、戦略的創造研究推進事業は国の政策目標（戦略目標）実現に向けて、課題解決型基礎研究をトップダウン型で推進することを最大の特徴としている。
国が定めた戦略目標は、科学技術振興機構に提示され、機構は以下のプログラムにおいて研究領域を設定、研究体制を構築している。

## 旧事業
平成14年に以下の事業が統合され、戦略的創造研究推進事業となった。
- 戦略的基礎研究推進事業(CREST)1996年（平成8年）～平成14年
- 基礎的研究発展推進事業
- 社会技術研究推進事業
- 国際共同研究事業
- 計算科学技術活用型特定研究開発推進事業(ACT-JST)
- 若手個人研究推進事業（さきがけ研究、PRESTO）
- ERATO